# Lena Röhlings
Lena Röhlings (Potsdam, 2 de septiembre de 2002) es una deportista alemana que compite en piragüismo en la modalidad de aguas tranquilas.
Ganó una medalla de oro en el Campeonato Mundial de Piragüismo de 2023, en la prueba de K2 500 m mixto. En los Juegos Europeos de Cracovia 2023 consiguió dos medallas, plata en K4 500 m y bronce en K2 200 m mixto.

## Palmarés internacional
| Campeonato Mundial | Campeonato Mundial   | Campeonato Mundial | Campeonato Mundial |
| Año                | Lugar                | Medalla            | Competición        |
| ------------------ | -------------------- | ------------------ | ------------------ |
| 2023               | Duisburgo (Alemania) | Medalla de oro     | K2 500 m mixto     |
| Juegos Europeos    |                      |                    |                    |
| Año                | Lugar                | Medalla            | Competición        |
| 2023               | Cracovia (Polonia)   | Medalla de plata   | K4 500 m           |
| 2023               | Cracovia (Polonia)   | Medalla de bronce  | K2 200 m mixto     |